# رسالة كييفية

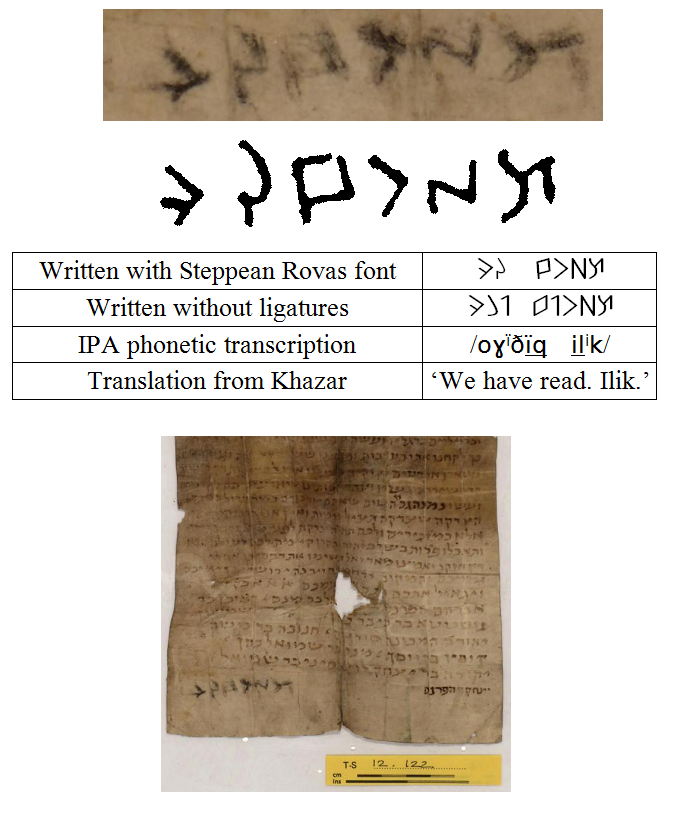
مسح رسالة كييف في مجموعة مسح رسالة كييف على [http://www.lib.cam.ac.uk/ موقع مكتبة جامعة كامبريدج

الرسالة الكييفية هي رسالة تعود إلى أوائل القرن العاشر (حوالي 930 م) ويُعتقد أنها كُتبت من ممثلي المجتمع اليهودي في كييف. كانت الرسالة، وهي توصية مكتوبة باللغة العبرية نيابة عن أحد أعضاء مجتمعهم، وهي جزء من مجموعة ضخمة أحضرها سليمان شيختر [الإنجليزية] إلى كامبريدج من جنيزة القاهرة. اكتُشف في عام 1962 أثناء مسح وثائق جنيزة بواسطة نورمان جولب [الإنجليزية] من جامعة شيكاغو. ويرجع معظم العلماء تاريخ الرسالة إلى حوالي عام 930 ميلادي. ويرى البعض (استنادًا إلى طبيعة النص "المتوسلة" المذكورة أدناه) أن الرسالة تعود إلى وقت لم يعد فيه الخزر قوة مهيمنة في السياسة في المدينة. وفقًا لمارسيل إردال، فإن الرسالة لم تأتي من كييف بل أُرسلت إلى كييف.

## النص
1. الأول بين الأولين [أي الله] ، الذي يتزين بالتاج "النهائي والأول"،
2. من يسمع الهمس ويصغي إلى القول واللسان فليحفظهما
3. مثل حدقة عينه ويجعلهم يسكنون مع نحشون في الأعالي كما في البداية -
4. رجال الحق، محتقرو الربح، فاعلو اللطف، وساعو الخير،
5. حراس الخلاص الذين خبزهم في متناول كل مسافر وعابر سبيل،
6. الجماعات المقدسة المنتشرة في كل أنحاء العالم: لتكن إرادة الله
7. سيد السلام ليجعلهم يسكنون كإكليل السلام! الآن، ضباطنا وسادتنا،
8. نحن، مجتمع كييف، نبلغكم بأمر السيد جاكوب بار
9. حانوكا، وهو من أبناء [القوم الصالحين]. وكان من المعطيين وليس من المحسنين
10. الآخذين، حتى صدر ضده حكم قاسٍ، بأن ذهب أخوه وأخذ المال
11. من الأمم ، هذا كان يعقوب ضامناً. ذهب أخوه في الطريق، وجاء
12. اللصوص الذين قتلوه وأخذوا أمواله. ثم جاء الدائنون
13. [و]أسروا هذا يعقوب ووضعوا سلاسل من حديد على عنقه
14. وحديد حول ساقيه. وبقي هناك لمدة عام كامل ...
15. [ثم] أخذناه كفالةً ودفعنا إليه ستين [دينارًا] ثم [...]
16. بقي أربعون درهمًا فأرسلناه بين الجماعات المقدسة
17. لكي يرحموه. فالآن يا سادة ارفعوا أعينكم إلى السماء
18. وافعل كما هي عادتك الطيبة، لأنك تعلم كم هي عظيمة الفضيلة.
19. من الأعمال الخيرية. فالصدقة تنقذ من الموت. ولا نحن كمنذرين
20. بل من يذكر، ولك محبة أمام الرب إلهك.
21. فإنكم تأكلون الفاكهة في الدنيا، ويكون رأس المال لكم خالدًا في الآخرة.
22. فقط كن قويًا وشجاعًا، ولا تضع كلماتنا خلفك
23. ظهوركم، وليرحمكم الله ويبني أورشليم في أيامكم.
24. وخلصنا معك. (يأتي بعد ذلك اختصار يرمز إلى "آمين، آمين، آمين، قريبًا [ليأتي الخلاص]" أو "نحن إخوة، قريبًا [...]". )
25. إبراهيم البرناس [زعيم المجتمع] [...] إل بار إم إن إس روبن بار
26. GWSTT (غوستاتا) بار كيبر (كيابار) كوهين شمشون
27. يهوذا، الذي يُدعى سورث (سورتا) حانوكا بن موسى
28. QWFYN (كوفين) بار جوزيف MNR (منار) بار صموئيل كوهين
29. يهوذا بن إسحاق اللاوي سيناء بن صموئيل
30. إسحاق البرناس [يتبع ذلك نقش تركي قديم /كتابة روفاس السهوب، يُقرأ بشكل مختلف على النحو التالي: okhqurüm/hokurüm/hakurüm، "قرأت (هذا أو ذلك)"]

## طالع أيضًا
- تاريخ اليهود في كييف [الإنجليزية]
- تاريخ اليهود في أوكرانيا

## فهرس
- جولب ونورمان [الإنجليزية] وأوميليجان بريتساك [الإنجليزية]. الوثائق العبرية الخزرية من القرن العاشر . إيثاكا: مطبعة جامعة كورنيل، ١٩٨٢(ردمك 0-8014-1221-8) .

## روابط خارجية
- صورة TS 12.122، الرسالة الكييفية في مجموعة مكتبة جامعة كامبريدج .
- نقش الخزري روفاس على الرسالة الكييفية في كتاب تراث الكتبة. إنه متاح بالكامل من Google Books على https://books.google.com/books?id=TyK8azCqC34C&pg=PA173
- نابولسكيخ ف. "رسالة كييف" والحكم الخزري المزعوم في كييف (عرض تقديمي)